# Menesble
Menesble är en kommun i departementet Côte-d'Or i regionen Bourgogne-Franche-Comté i östra Frankrike. Kommunen ligger i kantonen Recey-sur-Ource som tillhör arrondissementet Montbard. År 2022 hade Menesble 16 invånare.

## Befolkningsutveckling
Antalet invånare i kommunen Menesble
Referens:INSEE